# Верхні Піски
Верхні Піски́ (рос. Верхние Пески) — село у складі Катайського району Курганської області, Росія. Адміністративний центр Верхньопісківської сільської ради.
Населення — 350 осіб (2010, 388 у 2002).
Національний склад станом на 2002 рік: росіяни — 84 %.